# واسیلی استروو
واسیلی استروو (روسی: Василий Васильевич Струве؛ ۲۱ ژانویهٔ ۱۸۸۹ – ۱۵ سپتامبر ۱۹۶۵) پژوهشگر مطالعات شرقی اهل امپراتوری روسیه بود.
وی همچنین برندهٔ جوایزی همچون نشان لنین و نشان پرچم سرخ کار شده‌است.